# Ingeborg Kähler
Ingeborg Kähler (* 1943 in Itzehoe) ist eine deutsche Kunsthistorikerin und Kuratorin.

## Leben
Ingeborg Kähler studierte Kunstgeschichte, Volkskunde und Archäologie an den Universitäten  Kiel, Heidelberg und Freiburg. 1978 promovierte sie am Kunsthistorischen Institut der Christian-Albrechts-Universität zu Kiel bei Alfred Kamphausen.
Ab 1979 war sie Mitarbeiterin an der Kunsthalle zu Kiel und Leiterin der Graphischen Sammlung des Hauses. Kähler ist Großnichte des Itzehoer Holzhändlers Richard Biel, der als Mäzen von Wenzel Hablik bekannt wurde.

## Veröffentlichungen (Auswahl)
- Der Bordesholmer Altar, Zeichen in einer Krise. Wachholtz, Neumünster 1981 (Studien zur schleswig-holsteinischen Kunstgeschichte, Bd. 14) ISBN 3-529-02514-3
- mit Jørn Otto Hansen: Vor hundert Jahren. Dänemark und Deutschland 1864–1900. Gegner und Nachbarn. Hrsg. von Jens Christian Jensen. Kiel 1981
- mit Annegret Friedrich, Christoph Caesar: Brahms-Phantasien. Johannes Brahms. Bildwelt, Musik, Leben. Hrsg. von Jens Christian Jensen. Kunsthalle Kiel 1983 ISBN 3-923701-06-3
- Blühende Schönheit. Betrachtungen zu einem Mythos, ausgehend von einem Frauenbildnis Hans Oldes d. Ä. In: Nordelbingen 57 (1988), S. 85–110
- Zwischen Schutz und Trutz. Ein Versuch, etwas zu bewegen. In: Ich bin nicht ich, wenn ich sehe. Dialoge – ästhetische Praxis in Kunst und Wissenschaft von Frauen. Hrsg. von Theresa Georgen, Ines Lindner, Silke Radenhausen. Reimer, Berlin 1991, S. 66–73
- Fremde sind wir auf der Erde alle. Graphik des Expressionismus – literarische Korrespondenzen. Hrsg. von Jens Christian Jensen. Kunsthalle zu Kiel 1988 ISBN 3-923701-28-4
- Hrsg. zusammen mit Dirk Luckow: Nancy Spero. A continuous present. Kunsthalle Kiel 2002